# International Boxing Federation
Die International Boxing Federation (IBF) ist ein Boxverband, der offizielle Kämpfe ausrichtet und die IBF-Weltmeistertitel im Profiboxen verleiht. Sie gehört neben der World Boxing Association (WBA), der World Boxing Organization (WBO) und dem World Boxing Council (WBC) zu den vier größten Verbänden im Profiboxen.

## Gründung und erste Jahre
Die IBF entstammt der USBA (United States Boxing Association), einer regionalen Meisterschaftsorganisation. 1983, während einer jährlichen Versammlung in Puerto Rico, unterlag USBA-Präsident Bob Lee bei der Wahl zum Vorsitzenden der WBA gegen Gilberto Mendoza. Lee und andere traten nach der Versammlung zurück und beschlossen, eine neue Organisation aufzubauen, die weltweit agiert. Zuerst hieß der Verband IBF-USBA. New Jersey wurde als Unternehmenssitz auserwählt. Die IBF befindet sich dort auch heute noch.
Der erste Weltmeister der neuen Organisation wurde Marvin Camel, ein früherer WBC-Weltmeister im Cruisergewicht. Nachdem das erste Jahr für die IBF schwer verlaufen war, erklärte der Verband Larry Holmes, Aaron Pryor, Marvin Hagler und Donald Curry zu IBF-Weltmeistern, obwohl diese bereits in anderen Organisationen einen Titel trugen. Holmes gab seinen WBC-Titel ab, um als IBF-Weltmeister anerkannt zu werden. Damit stellte die IBF damals die dritte große Boxorganisation dar.
Nachdem die beiden Konkurrenzverbände WBC und WBA 1982 bzw. 1987 die Dauer für ihre Welttitelkämpfe von 15 auf 12 Runden heruntergesetzt hatten, hielt die IBF noch bis August 1988 an der 15-Runden-Distanz fest, dann wechselte sie auch.

## IBF-Gründer Bob Lee muss ins Gefängnis
1999 erlitt der Verband einen schweren Imageverlust, als der damalige Präsident Bob Lee wegen illegaler Handlungen zurücktreten musste.
Ab 1997 hatte das FBI ermittelt, nachdem Michael Moorer, auf Grundlage des RICO-Acts, gegen die IBF bezüglich der Einstufung von Francois Botha geklagt hatte, nachdem der Don-King-Boxer auf den Ranglistenplatz Nummer 1 gesetzt worden war. Im November 2001 wurde gegen Lee, gegen seinen Sohn und IBF-Mitarbeiter Bill Brennan Anklage erhoben. Lee Sr. wurde 2001 zu 22 Monaten Haft wegen Steuerhinterziehung und Geldwäsche verurteilt. Obwohl die Aussage des damaligen Ratings-Verantwortlichen Doug Beavers eindeutig dahingehend war, dass Promoter wie Don King Lee bestochen hatten, erkannten die Geschworenen nicht auf Bestechlichkeit Lees. Lee weigerte sich, gegen King auszusagen.
Bob Arum und Cedric Kushner gaben zu, die IBF mit je 100.000 US-$ bestochen zu haben, um Axel Schulz gegen George Foreman einen Titelkampf zu verschaffen.

## Zurück zur „Normalität“
Infolgedessen wurde Hiawatha Knight als erste Frau Präsidentin eines Boxverbandes.
Prompt waren in den Ratings Don-King-Fighter wie Raul Frank (Weltergewicht) und Ross Thompson (Halbmittelgewicht) zu finden, die sportlich nichts geleistet hatten und in unabhängigen Ranglisten nicht auftraten. Für die Rankings war jetzt der ehemalige Punktrichter Joe Dwyer zuständig.
Auf Knight folgte 2004 Marian Muhammad auf den Chefsessel, Dwyer wurde gefeuert.
Auch danach waren wieder Don-King-Boxer wie Ray Austin, ohne nachvollziehbare Leistung, auf vorderen Ranglistenplätzen zu finden.

## Titel der IBF
- Asiatischer Meister (IBF Asia Champion)
- Afrikanischer Meister (IBF Continental Africa Champion)
- Austral-asiatischer Meister (IBF Australasian Champion)
- Interkontinentaler Meister (IBF Inter-Continental Champion)
- Internationaler Meister (IBF International Champion)
- Jugendweltmeister (IBF Youth Champion)
- Latino-Meister (IBF Latino Champion)
- Mittelmeerraum-Meister (IBF Mediterranean Champion)
- Nordamerikanischer Meister (IBF North American Champion)
- Ost/West-Europäischer Meister (IBF East/West Europe Champion)
- Pan-pazifischer Meister (IBF Pan Pacific Champion)
- Pan-pazifischer Jugendmeister (IBF Pan Pacific Youth Champion)
- Weltmeister (IBF World Champion)
- United States Boxing Association (USBA)